# Cloué
Cloué är en kommun i departementet Vienne i regionen Nouvelle-Aquitaine i västra Frankrike. Kommunen ligger i kantonen Lusignan som tillhör arrondissementet Poitiers. År 2022 hade Cloué 492 invånare.

## Befolkningsutveckling
Antalet invånare i kommunen Cloué
| Referens: INSEE |